# Aloconata mauensis
Aloconata mauensis – gatunek chrząszcza z rodziny kusakowatych i podrodziny rydzenic.
Gatunek ten opisał po raz pierwszy w 1995 roku Roberto Pace na łamach „Revue suisse de Zoologie”. Jako lokalizację typową wskazano Nakuru Mau w południowo-wschodniej okolicy Mau w Kenii.
Chrząszcz o błyszczącym, wydłużonym w zarysie ciele długości 2,6 mm. Głowa jest brązowa, o zatartym punktowaniu i silnie zatartym siateczkowaniu. Czułki mają wszystkie człony brązowo ubarwione i są krótsze niż u podobnej A. africana. Brązowe przedplecze ma drobne punktowanie i pozbawione jest siateczkowania. Na również brązowych, dłuższych od przedplecza pokrywach występuje wyraźne ziarenkowanie i wyraźne siateczkowanie. Kolor odnóży jest rudożółty. Odwłok jest brązowy z rudymi tylnymi krawędziami urotergitów. Występuje na nim powierzchowne ziarenkowanie oraz wyraźne siateczkowanie. Genitalia samca różnią się od tych u podobnej A. africana silniej zakrzywioną brzuszną stroną edeagusa i wyraźnie tęższymi elementami kopulacyjnymi worka wewnętrznego.
Owad afrotropikalny, znany wyłącznie z Kenii. Spotkany na rzędnych 900 m n.p.m.